# Assortatividade
Na área de grafos e ciência das redes, assortatividade é uma métrica utilizada para quantificar a tendência de nós individuais se conectarem a outros nós semelhantes um grafo (homofilia). Além disso, é capaz de definir o comportamento dinâmico de uma rede, bem como a sua robustez, analisando o seu grau de assortatividade. 
É possível analisar a correlação dos graus de uma rede analisando, por exemplo, uma rede social. Nesta é possível visualizar que os nós tendem a se conectar a outros nós com graus semelhantes, ou seja, características semelhantes. Esta característica é conhecida como assortatividade. Por outro lado, quando nós de alto grau se conectam com nós de baixo grau, dizemos que esta rede é dissassortativa. Por fim, caso a rede não apresente uma tendência clara de conexão, ela apresenta a característica não-assortativa. 

## Algoritmo
A assortatividade de uma rede é comumente computado por meio da correlação entre nós. Existem diversas formas de se calcular esta correlação, entretanto a mais utilizada é o coeficiente de correlação de graus.

## Coeficiente de correlação de graus

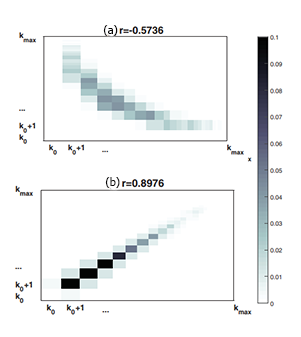
Assortatividade de graus. (a) grafo disassortativo, (b) grafo assortativo

O coeficiente de correlação de graus é um número que é quantificado pelo coeficiente de correlação de Pearson, r,  que caracteriza a correlação de ambos os nós das extremidade de uma aresta.  Este valor varia entre o intervalo [-1 ≤ r ≤ 1] e apresenta as seguintes características: Se r = 0, a rede é não-assortativa (neutra); Se r < 0, então a rede é dissassortativa; e se r > 0, então a rede é assortativa. Além disso, quando o valor de r se encontra nos limites do intervalo, diz-se então que a rede é perfeitamente assortativa (r = 1) ou completamente disassortativa (r = -1).
O valor de r, definido por Mark Newman , pode ser calculado a partir da seguinte expressão:
{\displaystyle r={\frac {\sum _{jk}jk(e_{jk}-q_{j}q_{k})}{\sigma ^{2}}}} (1), 
onde 
{\displaystyle \sigma ^{2}=\sum _{k}k^{2}q_{k}-{\bigg [}\sum _{k}kq_{k}{\bigg ]}^{2}} e
{\displaystyle q_{k}={\frac {kp_{k}}{\langle k\rangle }}}, sabendo que {\displaystyle \langle k\rangle } é o valor médio de {\displaystyle k}.
Da expressão (1), pode-se observar que {\displaystyle q_{k}} é a probabilidade de se obter um nó de grau {\displaystyle k} no fim de uma aresta selecionada aleatoriamente. Por fim, {\displaystyle e_{jk}} é a matriz de correlação de graus ou a probabilidade de se encontrar um nó de grau {\displaystyle j} que possui um nó de grau {\displaystyle k} no fim de suas arestas. Como se trata de uma probabilidade, temos {\displaystyle \sum _{j,k}e_{jk}=1} que pode se conectar a {\displaystyle q_{k}} por meio de {\displaystyle \sum _{j}e_{jk}=q_{k}}. 

## Função de correlação de graus

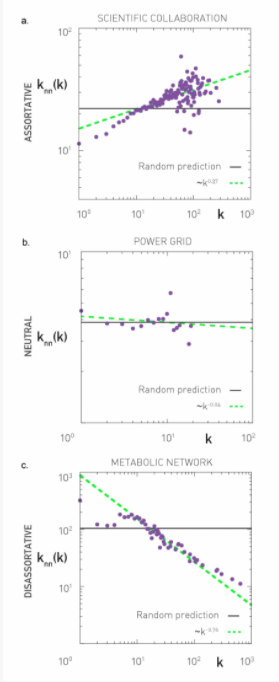
Assortatividade baseado na correlação de graus. (a): Assortativo, (b): Neutro, (c) Disassortativo

Existe ainda uma outra maneira de se quantificar a correlação de graus de uma rede: a função de correlação de graus. Esta função calcula a correlação de graus para todos os nós de grau {\displaystyle k} existentes. Para isto, uma maneira de de quantificar a magnitude dos nós que se conectam entre si, é explorar o grau médio dos vizinhos de um nó {\displaystyle i} com grau {\displaystyle k}, em outras palavras, calcular o valor de {\displaystyle k_{nn}}, definido por:

{\displaystyle k_{nn}(k)=\sum _{k'}k'P(k'|k)},  
onde {\displaystyle P(k'|k)} é a probabilidade condicional em que uma aresta de um nó de grau {\displaystyle k} alcance um nó de grau {\displaystyle k'}. Consequentemente, caso o valor da função cresça de acordo com o {\displaystyle k}, então a rede é assortativa. Por outro lado, se o valor da função diminui de acordo com o valor de {\displaystyle k}, então a rede é disassortativa. Por fim, pode-se concluir que, se a função não apresenta os comportamentos anteriores, então a rede é neutra. 
Redes neutras possuem uma característica especial em relação ao valor de {\displaystyle k_{nn}}. Como o grau médio dos vizinhos de um nó independe de seu grau (aproximadamente igual para todo valor de k), pode ser calculado por meio da média global. Com isso, temos que:
{\displaystyle P(k'|k)={\frac {e_{kk'}}{\sum _{k'}e_{kk'}}}={\frac {e_{kk'}}{q_{k}}}={\frac {q_{k'}q_{k}}{q_{k}}}=q_{k'}}. 
Substituindo em {\displaystyle k_{nn}}, pode-se observar que:
{\displaystyle k_{nn}(k)=\sum _{k'}k'_{q_{k'}}=\sum _{k'}k'{\frac {k'p(k')}{\langle k\rangle }}={\frac {\langle k^{2}\rangle }{\langle k\rangle }}\ },
onde "<>" indica média.

## Aplicações
Existem diversas aplicações para o uso da assortatividade de uma rede. A medicina é uma das áreas que mais explora este conceito, visto que auxilia a entender o comportamento de uma população e como uma determinada patologia pode se espalhar nesta comunidade. Junto a isso, pode-se inferir como aplicar de forma efetiva um sistema de vacinação conforme os hábitos destes grupos. Ainda assim, pode-se observar outras áreas que abordam o conceito, o aplicando em, por exemplo, sistema de rede elétrica (quais os pontos demandam mais energia elétrica), redes colaborativas (identificação de pontos que precisam de reforço) e rede de sistemas metabólicos (qual é o efeito de um determinado fármaco no corpo). 